# Paroisse orthodoxe géorgienne Sainte-Tamar de Villeneuve-Saint-Georges
La paroisse orthodoxe géorgienne Sainte-Tamar de Villeneuve-Saint-Georges est une paroisse qui dépend du catholicossat-patriarcat de Géorgie par l’intermédiaire de l’évêché d'Europe occidentale. Elle a été fondée par des immigrés géorgiens arrivés en France après le retour à l'indépendance, en 1991.

## Histoire
Elle a été consacrée le 14 mai 2009 par le catholicos-patriarche de l’église apostolique autocéphale orthodoxe de Géorgie, Élie II, en présence du métropolite Abraham Garmelia, évêque d'Europe occidentale, et de plusieurs milliers de personnes. 
« Nous avons inauguré dans la banlieue de Paris, dans un très bel endroit, une église géorgienne dédiée à sainte Thamar. Beaucoup de monde y était présent et je vous souligne qu'il s'agit d'une première église en Europe, relevant de la juridiction du patriarcat de Géorgie. C'est un événement historique »  a déclaré le catholicos-patriarche. L’Église est devenu un point nodal de la diaspora orthodoxe géorgienne de France,et le hiéromoine de la paroisse a reçu un prix de la part du ministre géorgien des questions diasporiques en 2016 pour son activité.
Le 21 janvier 2014 est créée l'Association Tamarionni, plus connue sous le nom de « Ensemble de l'église Sainte-Tamar », qui se propose de diffuser la culture géorgienne, et plus particulièrement les chants,. La paroisse et l’association organisent de même de nombreux événements en France liés à la culture géorgienne comme à l'occasion de son dixième anniversaire le 19 mai 2019 à Paris et chaque année dans toute la France. À l'instar des principales paroisses orthodoxes géorgiennes, la paroisse Sainte-Tamar de Villeneuve-Saint-Georges organise des traditionnelles circulations d’icônes au sein de la communauté.

## Législation et droit canon
La consécration de l’église est conforme à la législation française, le catholicos-patriarche de l’Église apostolique autocéphale orthodoxe de Géorgie, Élie II, ayant d’ailleurs été reçu par Mme Michèle Alliot-Marie, ministre français de l’Intérieur et des Cultes (2007-2009),  quelques heures auparavant.  
Le rattachement de cette paroisse a soulevé des critiques en regard du respect du principe de territorialité, dont le patriarcat œcuménique de Constantinople est le garant au sein de l’Église orthodoxe. Dans son rapport moral pour l’année 2014, le recteur de la paroisse orthodoxe géorgienne Sainte-Nino de Paris, le Père Artchil Davrichachvili, avance qu'une telle décision s'explique d'une part par l'influence aujourd'hui exercée sur l’Église apostolique autocéphale orthodoxe de Géorgie par l'Église orthodoxe autocéphale de Russie -qui pratique l'extra-territorialité- et d'autre part par la rivalité entretenue par le patriarcat de Moscou et de toutes les Russies vis-à-vis du patriarcat œcuménique de Constantinople.

## Recteur
Le premier recteur en est le Père Anton Kandelaki,.

## Église
L'église a été construite par M. Buba Keburia, architecturée par M. Archil Mindiashvili et peinte par M. Mamuka Mikeladze (fresques). Elle est située au n°6 de l'impasse Boieldieu à Villeneuve-Saint-Georges.